# 9261 Peggythomson
9261 Peggythomson eller 1953 TD1 är en asteroid i huvudbältet, som upptäcktes 8 oktober 1953 av Indiana Asteroid Program vid Indiana University Bloomington med Goethe Link Observatory. Asteroiden har fått sitt namn efter Peggy Y. Thomson.
Asteroiden har en diameter på ungefär 3 kilometer och den tillhör asteroidgruppen Flora.